# Franz Loeser

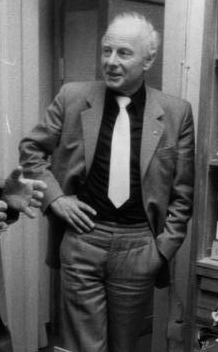
Franz Loeser (1981)

Franz Georg Loeser (* 20. Dezember 1924 in Breslau; † 21. Januar 1990 in Bergheim-Kenten) war ein deutscher Philosoph.

## Leben
Loeser, Sohn eines jüdischen Rechtsanwalts, floh 1938, wie seine beiden Brüder, mit einem Kindertransport nach England. Nach Beginn des Zweiten Weltkriegs trat er der britischen Armee bei und nahm an Kampfhandlungen in Nordafrika, der Normandie und im Fernen Osten teil. Später arbeitete er in den USA an einem Forschungsprojekt für radioaktive Isotope mit und finanzierte so sein Studium an der Universität von Minnesota. Während der McCarthy-Ära verlor er seine Arbeitsstelle wegen politischer Betätigung in der amerikanischen Studentenbewegung und musste dann wegen seiner marxistischen Gesinnung die USA verlassen. Er setzte sein Studium in England an der Universität von Manchester fort. Gleichzeitig war er Generalsekretär der Bewegung für die Bürgerrechte Paul Robesons.
1957 siedelte er in die DDR über. Dort wurde er 1962 an der Humboldt-Universität Berlin mit der Arbeit Kritik des Subjektivismus in den ethischen Anschauungen Bertrand Russells zum Dr. phil. promoviert und erhielt später eine Professur für marxistisch-leninistische Ethik und leitete die Sektion Ethik am Institut für Philosophie. 1969 wurde er ordentlicher Professor für marxistisch-leninistische Organisationswissenschaft. Er publizierte auf den Gebieten Populärwissenschaft und Mnemotechnik. Gleichzeitig war er Vorsitzender des Paul-Robeson-Archivs der Akademie der Künste der DDR und Präsidiumsmitglied des Friedensrates der DDR. 1976 erhielt er den Vaterländischen Verdienstorden in Bronze und 1980 in Silber. Loeser lebte in Neuenhagen bei Berlin.
Er flüchtete im September 1983 aus der DDR via New York, wo er zunächst politisches Asyl beantragte, in die Bundesrepublik. Dort veröffentlichte er die Schrift Die unglaubwürdige Gesellschaft. Quo vadis, DDR?.
Franz Loeser war seit 1953 mit der Englischlehrerin Diana Loeser (1929–1996) verheiratet, die im DDR-Fernsehen seit Mitte der 1960er Jahre die Schulsendung English for you moderierte; der gemeinsame Sohn Tony Loeser (* 1953) ist Trickfilmproduzent und -regisseur.

## Schriften
- Deontik. Planung und Leitung der moralischen Entwicklung. Berlin 1966
- Zur Entwicklung einer marxistischen Interpretation der Deontik. Berlin 1967
- Interrogativlogik. Zur wissenschaftlichen Lenkung des schöpferischen Denkens. Deutscher Verlag der Wissenschaften, Berlin 1968, DNB 574649522.
- Rationelles Lesen. Eine Anleitung zum schnelleren und gründlicheren Lesen. Leipzig 1971
- Wie groß ist der Mensch?, Berlin 1973
- Mord auf Befehl. Warum mussten die Rosenbergs sterben?. Verlag Neues Leben, Berlin 1976
- mit Dieter Schulze, Erkenntnistheoretische Fragen einer Kreativitätslogik. Deutscher Verlag der Wissenschaften, Berlin 1976.
- Durchbruch des neuen Geschlechts. Schöpfertum und Moral der Zukunft. Berlin 1976
- Gedächtnistraining, Leipzig 1976
- Hrsg., Höhere geistige Leistungen, aber wie? Berlin 1978
- Die Abenteuer eines Emigranten. Erinnerungen. Berlin 1980
- mit Dieter Schulze, Schöpfertum in der Zwangsjacke?, Berlin 1980
- Interessieren, Überzeugen, Begeistern. Anregungen für massenwirksames Schreiben. Berlin 1982
- Die unglaubwürdige Gesellschaft. Quo vadis, DDR? Köln 1984
- Sag nie, Du gehst den letzten Weg. Ein deutsches Leben. Köln 1986
- mit Hermann von Berg und Wolfgang Seiffert, Die DDR auf dem Weg in das Jahr 2000. Politik, Ökonomie, Ideologie. Plädoyer für eine demokratische Erneuerung. Köln 1987
- Herr Staatsratsvorsitzender,Sie hätten besser geschwiegen! in “DDR heute”, Nr. 24, Januar/Februar 1989